# Rheingold (cheval)
Pour les articles homonymes, voir Rheingold.
Rheingold (1969-1990) est un cheval de course pur-sang anglais, vainqueur du Prix de l'Arc de Triomphe 1973. 

## Carrière de course
Né en Irlande, acquis yearling pour la somme très modique de 3 000 guinées, entraîné en Angleterre par Barry Hills, Rheingold se produit trois fois à 2 ans, se classant deuxième des Champagne Stakes et des Dewhurst Stakes, devancé à chaque fois par Crowned Prince. À 3 ans, sa victoire dans les Dante Stakes, l'une des principales préparatoires au Derby, le place parmi les favoris du grand rendez-vous d'Epsom, où il échoue d'un rien, une courte tête, face à Roberto associé à un Lester Piggott survolté et très limite dans sa monte (une enquête est ouverte pour gêne, le résultat finalement maintenu). À tel point que Rheingold passe pour le gagnant moral de l'épreuve, et lorsque, un mois plus tard, il trouve une superbe consolation en remportant le Grand Prix de Saint-Cloud face aux chevaux d'âge, monté par Yves Saint-Martin, son aura grandit encore. Si bien qu'en août, lorsqu'il doit retrouver Roberto pour une revanche dans la Benson & Hedge Gold Cup, Lester Piggott choisit de le monter lui plutôt que son rival. Mais l'opposition entre les deux meilleurs 3 ans d'Europe passe au second plan à la veille de cette toute première édition de la Benson & Hedge Gold Cup, qui s'annonçait surtout comme le match du siècle entre deux légendaires champions, Mill Reef et l'invincible Brigadier Gérard. Mais le premier est non partant et le second, pour la seule et unique fois de sa carrière, mord la poussière face à Roberto monté par un Panaméen inspiré, Braulio Baeza, débarqué en catastrophe des États-Unis deux jours plus tôt pour suppléer Piggott. Rheingold, lui, n'est qu'un lointain spectateur de l'événement, l'un des plus inouïs de l'histoire des courses, à quinze longueurs derrière. Blessé ensuite, il met un terme à sa saison. 
La suivante sera quasi parfaite. Désormais associé à Yves Saint-Martin, Rheingold empile les victoires tant en Angleterre qu'en France, où il reste invaincu, avec notamment un doublé dans le Grand Prix de Saint-Cloud. Avec ses quatre succès d'affilée, il est le favori des King George & Queen Elizabeth Stakes, mais tombe sur un os nommé Dahlia, qui le laisse à six longueurs. Il est à nouveau battu, et bien, dans la Benson & Hedge Gold Cup, avec Lester Piggott sur le dos. Et pourtant, dans le Prix de l'Arc de Triomphe 1973, il vient climatiser les travées de Longchamp où l'on se presse pour assister au sacre de la reine des lieux, la pouliche Allez France. Sorti vainqueur d'une charge de cavalerie de 27 chevaux, Rheingold remporte sa plus belle victoire, sanctionnée d'un rating Timeform de 137, et offre à Lester Piggott (Saint-Martin restant associé à sa jument fétiche, Allez France) le premier de ses trois Arcs. Ce sont aussi ses adieux à la compétition.

### Résumé de carrière
| Date         | Hippodrome  | Pays        | Course                            | Statut      | Distance    | Jockey          | Place       | Écart       | Vainqueur ou deuxième |
| 1971, 2 ans  | 1971, 2 ans | 1971, 2 ans | 1971, 2 ans                       | 1971, 2 ans | 1971, 2 ans | 1971, 2 ans     | 1971, 2 ans | 1971, 2 ans | 1971, 2 ans           |
| ------------ | ----------- | ----------- | --------------------------------- | ----------- | ----------- | --------------- | ----------- | ----------- | --------------------- |
| 28 août      | Newcastle   | Royaume-Uni | Maiden                            |             | 1 200 m     |                 | 1er         |             |                       |
| 11 septembre | Doncaster   | Royaume-Uni | Champagne Stakes                  | Gr. 2       | 1 400 m     |                 | 2e / 8      | 1           | Crowned Prince        |
| 18 octobre   | Newmarket   | Royaume-Uni | Dewhurst Stakes                   | Gr. 1       | 1 400 m     |                 | 2e / 11     | 5           | Crowned Prince        |
| 1972, 3 ans  |             |             |                                   |             |             |                 |             |             |                       |
| 1er avril    | Kempton     | Royaume-Uni | Roseberry Stakes                  |             | 1 600 m     |                 | 1er / 5     | 3/4         | Successor             |
| 18 avril     | Epsom       | Royaume-Uni | Blue Riband Trial Stakes          | Gr. 3       | 1 700 m     |                 | 4e / 6      | 3/4         | Baragoi               |
| 9 mai        | York        | Royaume-Uni | Dante Stakes                      | Gr. 3       | 2 100 m     | E. Johnson      | 1er / 9     | 1/2         | Moulton               |
| 7 juin       | Epsom       | Royaume-Uni | Derby                             | Gr. 1       | 2 400 m     | E. Johnson      | 2e / 22     | cte tête    | Roberto               |
| 2 juillet    | Saint-Cloud | France      | Grand Prix de Saint-Cloud         | Gr. 1       | 2 400 m     | Y. Saint-Martin | 1er / 7     | 3           | Arlequino             |
| 15 août      | York        | Royaume-Uni | Benson & Hedge Gold Cup           | Gr. 1       | 2 080 m     | L. Piggott      | 4e / 5      | 15          | Roberto               |
| 1973, 4 ans  |             |             |                                   |             |             |                 |             |             |                       |
| 14 avril     | Newbury     | Royaume-Uni | John Porter Stakes                | Gr. 3       | 2 400 m     | Y. Saint-Martin | 1er / 15    | 5           | Knockroe              |
| 29 avril     | Longchamp   | France      | Prix Ganay                        | Gr. 1       | 2 100 m     | Y. Saint-Martin | 1er / 17    | 1 ½         | Bog Road              |
| 22 juin      | Ascot       | Royaume-Uni | Hardwicke Stakes                  | Gr. 2       | 2 400 m     | Y. Saint-Martin | 1er / 4     | 6           | Attica Meli           |
| 1er juillet  | Saint-Cloud | France      | Grand Prix de Saint-Cloud         | Gr. 1       | 2 400 m     | Y. Saint-Martin | 1er / 9     | 3/4         | Direct Flight         |
| 28 juillet   | Ascot       | Royaume-Uni | King George & Queen Elizabeth St. | Gr. 1       | 2 400 m     | Y. Saint-Martin | 2e / 12     | 6           | Dahlia                |
| 15 août      | York        | Royaume-Uni | Benson & Hedge Gold Cup           | Gr. 1       | 2 080 m     | L. Piggott      | 3e / 6      | 6 ½         | Moulton               |
| 7 octobre    | Longchamp   | France      | Prix de l'Arc de Triomphe         | Gr. 1       | 2 400 m     | L. Piggott      | 1er / 27    | 2 ½         | Allez France          |

## Au haras
Rheingold fit la monte en Irlande jusqu'en 1979, lorsqu'il fut acquis par un haras japonais. Il eut un succès relatif en tant que reproducteur, donnant tout de même le champion-stayer Gildoran, double vainqueur de la Gold Cup, et Fujino Fuun, troisième du Derby Japonais. Rheingold s'est éteint en 1990.

## Origines
Rheingold est le meilleur fils de Fabergé, deuxième des 2000 Guinées en 1964, qui n'a pas beaucoup tracé au haras, ni en Europe ni au Japon, où il revendique tout de même la championne Victoria Crown, numéro 1 de sa génération à 2 et 3 ans, ou Hard Berge, lauréat du Satsuki Sho. Côté maternel, la famille de Rheingold n'a guère brillé. 

### Pedigree
| Origines de Rheingold (IRE), mâle bai né en 1969 | Origines de Rheingold (IRE), mâle bai né en 1969 | Origines de Rheingold (IRE), mâle bai né en 1969 | Origines de Rheingold (IRE), mâle bai né en 1969 |
| ------------------------------------------------ | ------------------------------------------------ | ------------------------------------------------ | ------------------------------------------------ |
| Père Fabergé                                     | Princely Gift                                    | Nasrullah                                        | Nearco                                           |
| Père Fabergé                                     | Princely Gift                                    | Nasrullah                                        | Mumtaz Begum                                     |
| Père Fabergé                                     | Princely Gift                                    | Blue Gem                                         | Blue Peter                                       |
| Père Fabergé                                     | Princely Gift                                    | Blue Gem                                         | Sparkle                                          |
| Père Fabergé                                     | Spring Offensive                                 | Legend of France                                 | Dark Legend                                      |
| Père Fabergé                                     | Spring Offensive                                 | Legend of France                                 | Francille                                        |
| Père Fabergé                                     | Spring Offensive                                 | Batika                                           | Bleinheim                                        |
| Père Fabergé                                     | Spring Offensive                                 | Batika                                           | Brise Bise                                       |
| Mère Athene                                      | Supreme Court                                    | Precipitation                                    | Hurry On                                         |
| Mère Athene                                      | Supreme Court                                    | Precipitation                                    | Double Life                                      |
| Mère Athene                                      | Supreme Court                                    | Forecourt                                        | Fair Trial                                       |
| Mère Athene                                      | Supreme Court                                    | Forecourt                                        | Overture                                         |
| Mère Athene                                      | Necelia                                          | Nearco                                           | Pharos                                           |
| Mère Athene                                      | Necelia                                          | Nearco                                           | Nogara                                           |
| Mère Athene                                      | Necelia                                          | Cecily                                           | Cecil                                            |
| Mère Athene                                      | Necelia                                          | Cecily                                           | Matanilla (famille 10-c)                         |